# Пол Госар
Пол Госар (англ. Paul Anthony Gosar; нар. 22 листопада 1958, Рок-Спрінгс, США) — американський політик, представник Республіканської партії. Член Палати Представників США з 2011 року від штату Аризона.

## Біографія
Народився в Рок-Спрінгс, штат Вайомінг, був старшим із десяти дітей у сім'ї. Виріс і закінчив школу у Пайндейлі. Здобув ступеня бакалавра наук (1981) та доктора зубної хірургії (1985) у Крейтонському університеті. З 1989 по 2010 рік працював стоматологом у місті Флагстафф, штат Аризона.
У 2010 році Госар балотувався до Палати представників США по першому округу Аризони і був підтриманий рухом чаювання, колишнім губернатором Аляски та кандидатом на посаду віце-президента Сарою Пейлін та шерифом округу Марікопа Джозефом Арпайо. На виборах у листопаді 2010 року переміг демократку Енн Кіркпатрік, набравши 49,7 % голосів виборців проти 43,7 % за Кіркпатрік.
За підсумками перепису 2010 року межі виборчих округів було змінено, і перший округ Аризони став сприятливішим для Демократичної партії. Кіркпатрік спочатку планувала брати участь у виборах проти Госара, проте він переїхав до Прескотт і балотувався в більш прореспубліканському четвертому окрузі. На виборах здобув впевнену перемогу, здобувши 66,8 % голосів виборців.
Є членом вкрай консервативного Кокусу свободи у Палаті представників

## Політика щодо України
20 квітня 2023 року Госар разом з 18 іншими представниками республіканської партії США підписав листа президенту США Джозефу Байдену, в якому зазначається що «необмежена допомога Україні Сполученими Штатами Америки має бути припинена», і що ті, хто підписав листа, «рішуче виступатимуть проти всіх майбутніх пакетів допомоги, якщо ці пакети допомоги не будуть пов'язані зі прозорою дипломатичною стратегією довести цю війну до швидкого завершення».